# Cestidae
Als Cestidae bezeichnet man eine Familie von Rippenquallen (Ctenophora) aus der Klasse Tentaculata, es ist die einzige Familie der Ordnung Cestida. Sie zeichnen sich besonders durch ihren gürtelförmigen Körperbau aus.

## Aufbau
Die farblosen, transparenten, manchmal leicht gelblich gefärbten Tiere sind parallel zur Verbindungslinie der Tentakeln, der Tentakelachse, stark verkürzt, in der senkrecht dazu und zur Körperlängsachse zwischen Mund und Statocyste verlaufenden Schlundachse dagegen extrem verlängert, so dass der Körper die Form eines langen, schmalen, dünnen Bandes, eben eines Gürtels, annimmt. In Gürtellängsrichtung kann der Venusgürtel, die Art Cestum veneris, eine Länge von bis zu 1,50 Metern erreichen und ist damit die größte Rippenqualle.
Zwar sind bei den Cestidae alle acht Kammrippen vorhanden, vier davon allerdings nur noch als Rudimente. Die anderen vier sind dagegen stark verlängert und laufen von der Statocyste aus auf der mundabgewandten Seite nach außen, je zwei zu jedem Gürtelende. Zwischen den einzelnen Kammplättchen befinden sich Geißelfurchen, welche die Schlagimpulse der Statocyste vermutlich auf mechanische Weise weiterleiten.
Das vom Magen ausgehende Kanalsystem, das den Körper mit Nährstoffen versorgt, ist in erster Linie parallel zur Gürtelrichtung ausgerichtet. Vom mittig gelegenen Magen verlaufen die so genannten paragastrischen Kanäle zunächst am Schlund entlang zur Mundseite und dann die Gürtellängsseite entlang nach außen zu den Gürtelenden. Dort vereinigen sie sich mit den Meridionalkanälen, die ebenfalls parallel zur Gürtellängsseite, aber in der Äquatorialebene, also mittig zwischen Mund- und mundabgewandter Seite liegen.
Cestidae-Arten verfügen über zwei rudimentär ausgebildete Tentakel, die an der Mundseite entspringen. Dort nehmen auch je zwei mundseitig die ganze Gürtellänge entlang zum Gürtelende laufende Furchen ihren Anfang, von denen zahlreiche Tentillen, mit Klebekörperchen (Colloblasten) besetzte Fäden ausgehen.

## Verbreitung und Lebensraum
Cestidae leben in tropischen und subtropischen Gewässern als Bestandteil des Makroplanktons.

## Ernährung
Die den ganzen Gürtel entlang auf der Mundseite entspringenden Tentillen fließen quer zur Gürtelachse zur mundabgewandten Seite und bilden dadurch einen ausgedehnten Vorhang, an dem Zooplankton hängenbleibt, das dann von zwischen den Tentillenbasen gelegenen Geißeln zum Mund transportiert wird.
Ihr Tentillensystem ist somit die – meist dominante – Alternative zum Beutefang mit den reduzierten Tentakeln.
Für Tiere wie die Cestidae, die sich von im Wasser suspendierten Nahrungspartikeln und Plankton ernähren, stellt die gürtelartige Körperform möglicherweise eine evolutionäre Anpassung zur Vergrößerung der Fangfläche dar, die es ihnen in planktonreichen Gewässern erlaubt, ohne Unterbrechung Nahrung aufzunehmen.

## Fortbewegung
Cestidae-Arten können ihre Kammrippen einsetzen, um beinahe lautlos auf der Stelle zu schweben oder mit der Mundseite voran durchs Wasser zu gleiten. Durch Muskeln hervorgerufene wellenförmige Schlängelbewegungen des ganzen Körpers erlauben ihnen zudem aktiv zu schwimmen.

## Fortpflanzung
Alle Arten sind Zwitter, besitzen also männliche und weibliche Keimdrüsen und pflanzen sich geschlechtlich fort. Eine Selbstbefruchtung ist möglich, aber anscheinend seltener als Fremdbefruchtung.

## Systematik
Man unterscheidet zwei Arten, die in zwei Gattungen eingeteilt werden:
- Der Venusgürtel (Cestum veneris) erreicht eine Körperlänge von bis zu 1,50 Metern. Bei ihm entspringen die längs verlaufenden Meridionalkanäle unterhalb der entsprechenden Kammreihen auf der mundabgewandten Seite des Tiers und laufen erst von dort in die Äquatorebene.
- Die Art Velamen parallelum, bei der die Meridionalkanäle stattdessen direkt in der Äquatorebene des Tieres von Radialkanälen ausgehen, ist mit etwa 20 Zentimetern Länge wesentlich kleiner.